# Canottaggio ai Giochi della XIV Olimpiade - Due con maschile
La competizione del due con maschile dei Giochi della XIV Olimpiade si è svolta dal 5 al 9 agosto 1948 al bacino del Royal Regatta a Henley-on-Thames.

## Risultati

### Batterie
Si sono disputate il 5 agosto. I vincitori alle semifinali, i restanti ai recuperi.
| Pos. | Nazione       | Atleti                                             | Tempo  |
| ---- | ------------- | -------------------------------------------------- | ------ |
| 1    | Jugoslavia    | Vladeta Ristić, Marko Horvatin Tim: Duško Ðorđević | 7'59"0 |
| 2    | Gran Bretagna | Mark Scott, Howard James Tim: David Walker         | 8'06"8 |
| 3    | Stati Uniti   | Vincent Deeney, Joseph Toland Tim: John McIntyre   | 8'13"3 |

| Pos. | Nazione   | Atleti                                                | Tempo  |
| ---- | --------- | ----------------------------------------------------- | ------ |
| 1    | Italia    | Giovanni Steffè, Aldo Tarlao Tim: Alberto Radi        | 7'47"6 |
| 2    | Danimarca | Finn Pedersen, Tage Henriksen Tim: Carl-Ebbe Andersen | 7'51"7 |
| 3    | Ungheria  | Antal Szendey, Béla Zsitnik Tim: Róbert Zimonyi       | 8'19"7 |

| Pos. | Nazione | Atleti                                                            | Tempo  |
| ---- | ------- | ----------------------------------------------------------------- | ------ |
| 1    | Francia | Ampelio Sartor, Aristide Sartor Tim: René Crezen                  | 8'01"7 |
| 2    | Grecia  | Iakovidis Diakoumakos, Georgios Venieris Tim: Grigorios Emmanouil | 8'21"9 |

| Pos. | Nazione   | Atleti                                      | Tempo |
| ---- | --------- | ------------------------------------------- | ----- |
| 1    | Argentina | Pedro Towers, Ramón Porcel Tim: Juan Parker |       |
| -    | Brasile   | -                                           | Rit.  |

### Recuperi
Si sono disputati il 6 agosto. I vincitori alle semifinali.
| Pos. | Nazione     | Atleti                                                            | Tempo  |
| ---- | ----------- | ----------------------------------------------------------------- | ------ |
| 1    | Ungheria    | Antal Szendey, Béla Zsitnik Tim: Róbert Zimonyi                   | 7'56"4 |
| 2    | Stati Uniti | Vincent Deeney, Joseph Toland Tim: John McIntyre                  | 8'09"2 |
| 3    | Grecia      | Iakovidis Diakoumakos, Georgios Venieris Tim: Grigorios Emmanouil | 8'17"3 |

| Pos. | Nazione       | Atleti                                                | Tempo  |
| ---- | ------------- | ----------------------------------------------------- | ------ |
| 1    | Danimarca     | Finn Pedersen, Tage Henriksen Tim: Carl-Ebbe Andersen | 7'51"2 |
| 2    | Gran Bretagna | Mark Scott, Howard James Tim: David Walker            | 8'01"7 |

### Semifinali
Si sono disputate il 7 agosto. I vincitori in finale.
| Pos. | Nazione   | Atleti                                                | Tempo  |
| ---- | --------- | ----------------------------------------------------- | ------ |
| 1    | Danimarca | Finn Pedersen, Tage Henriksen Tim: Carl-Ebbe Andersen | 8'12"7 |
| 2    | Francia   | Ampelio Sartor, Aristide Sartor Tim: René Crezen      | 8'14"9 |

| Pos. | Nazione   | Atleti                                          | Tempo  |
| ---- | --------- | ----------------------------------------------- | ------ |
| 1    | Ungheria  | Antal Szendey, Béla Zsitnik Tim: Róbert Zimonyi | 8'15"7 |
| 2    | Argentina | Pedro Towers, Ramón Porcel Tim: Juan Parker     | 8'27"7 |

| Pos. | Nazione    | Atleti                                            | Tempo  |
| ---- | ---------- | ------------------------------------------------- | ------ |
| 1    | Italia     | Giovanni Steffè, Aldo Tarlao Tim: Alberto Radi    | 8'04"2 |
| 2    | Jugoslavia | Vladeta Ristić, Marko Horvatin Tim: Predrag Sarić | 8'07"9 |

### Finale
Si è disputata il 9 agosto.
| Pos.    | Nazione   | Atleti                                                | Tempo  |
| ------- | --------- | ----------------------------------------------------- | ------ |
| Oro     | Danimarca | Finn Pedersen, Tage Henriksen Tim: Carl-Ebbe Andersen | 8'00"5 |
| Argento | Italia    | Giovanni Steffè, Aldo Tarlao Tim: Alberto Radi        | 8'12"2 |
| Bronzo  | Ungheria  | Antal Szendey, Béla Zsitnik Tim: Róbert Zimonyi       | 8'25"2 |